# Вердеріо
Вердеріо (італ. Verderio) — муніципалітет в Італії, у регіоні Ломбардія, провінція Лекко. Муніципалітет утворено 4 лютого 2014 року шляхом об'єднання муніципалітетів Вердеріо-Інферіоре та Вердеріо-Суперіоре.
Вердеріо розташоване на відстані близько 490 км на північний захід від Рима, 30 км на північний схід від Мілана, 21 км на південь від Лекко.
Населення — 5742 особи (2014).
Щорічний фестиваль відбувається 28 липня. Покровитель — Nazaro e Celso.

## Демографія
Населення за роками:

Станом на 1 січня 2023 року в муніципалітеті офіційно проживало 326 іноземців з 46 країн, серед них 93 громадяни країн Євросоюзу та 11 громадян України.

## Сусідні муніципалітети
- Аїкурціо
- Бернареджо
- Корнате-д'Адда
- Робб'яте
- Ронко-Бріантіно
- Сульб'яте
- Падерно-д'Адда